# Тьойбелен
Тьойбелен (на турски: Toybelen) е село в Мала Азия, Турция, Вилает Балъкесир.

## История
В 19 век Тьойбелен е едно от средно големите села на малоазийските българи.
Българското население на Тьойбелен се изселва в България през 1914 година.